# 1986 CF2
1986 CF2 är en asteroid i huvudbältet som upptäcktes den 13 februari 1986 av den belgiske astronomen Henri Debehogne vid La Silla-observatoriet.
Asteroiden har en diameter på ungefär 19 kilometer.